# Eschershausen (Uslar)
Eschershausen ist ein Ortsteil der Stadt Uslar im  Landkreis Northeim in Südniedersachsen.

## Geografie
Eschershausen liegt circa zwei Kilometer nördlich von Uslar unmittelbar am Rand des Naturparks Solling-Vogler. Auf zwei Seiten schließen sich die Berge des Sollings an, die nächsten sind der 380 m ü. NHN hohe Glaseberg nördlich des Ortes und der 315 m hohe Knobben, eine Nebenkuppe des Strutbergs. Der Ort liegt am Austritt des von Norden kommenden Itals dort, wo sich die Landschaft nach Süden und Westen zum Uslarer Becken weitet. In Eschershausen mündet der Henneckentalbach in den Ithalbach.
Östlich liegt das Dorf Vahle, südlich die Stadt Uslar und westlich das Dorf Sohlingen – alle circa 2 Kilometer entfernt.

## Geschichte

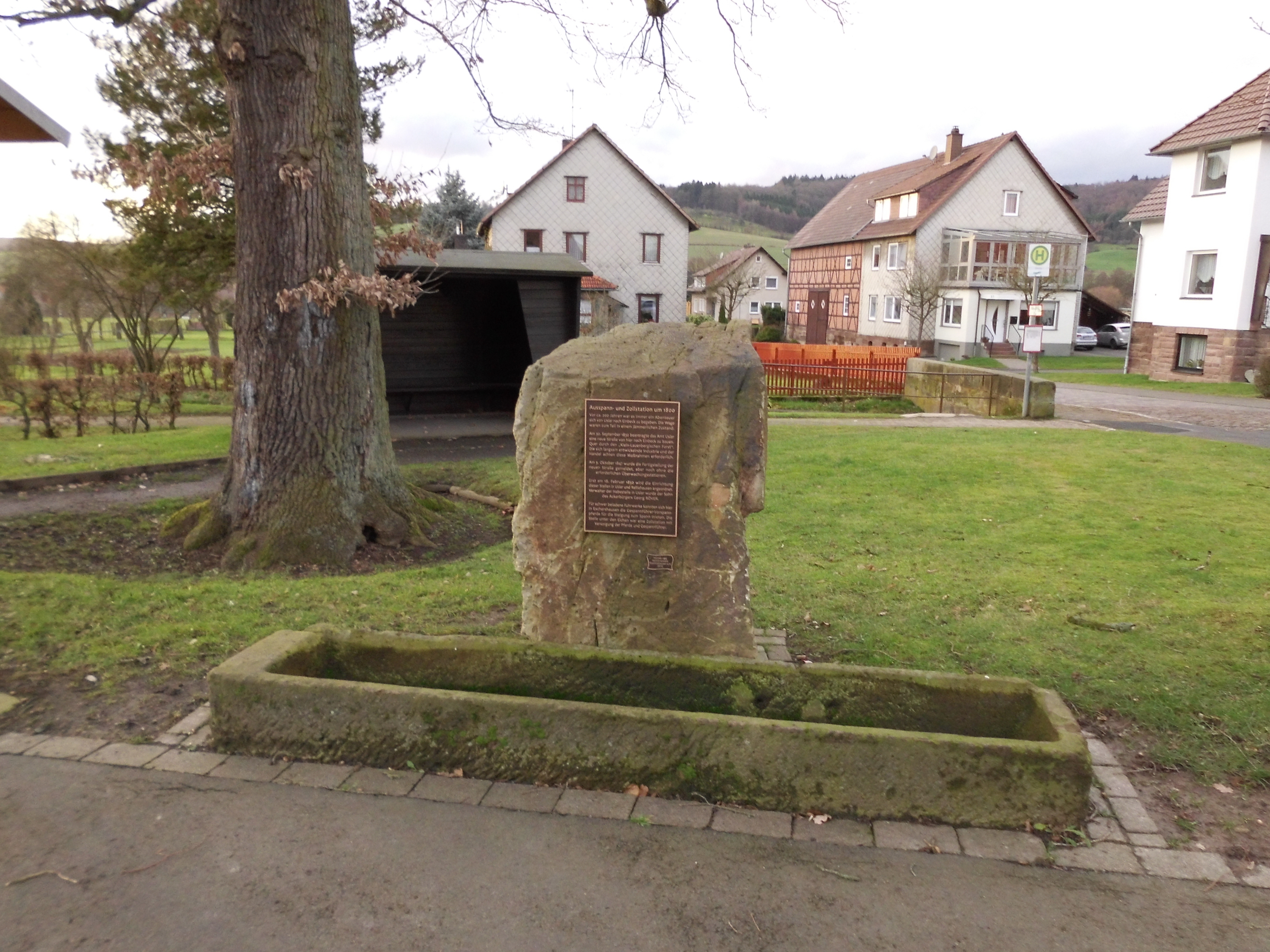
Eine alte Postkutschentränke in Eschershausen

Wann Eschershausen gegründet wurde, ist nicht überliefert. Auch die erste urkundliche Erwähnung ist schwer zu ermitteln, da viele Urkunden sich auch auf Eschershausen im Landkreis Holzminden beziehen können. Höchstwahrscheinlich beziehen sich Nennungen aus Urkunden des Jahres 1244, in denen ein Ort namens Eschericheshusen bzw. Eschershusen prope Uslariam genannt wird, auf Eschershausen bei Uslar. Im Lehnsbuch des Herzogs Otto von Northeim aus dem Jahre 1318 kommt der Name Eschershusen vor. Früher und auch noch heute hat Eschershausen immer einen ländlichen Charakter gehabt. Vor dem letzten Krieg begannen schon durch die gute Lage am Solling einige Hausbesitzer, sich für den Fremdenverkehr zu interessieren.
Seit dem 1. März 1974 gehört Eschershausen zur Stadt Uslar.

## Politik

### Ortsrat
Eschershausen hat einen fünfköpfigen Ortsrat, der seit der Kommunalwahl 2021 ausschließlich von Mitgliedern der "Eschershäuser Wählergemeinschaft" besetzt ist. Die Wahlbeteiligung lag bei 76,2 Prozent.
Ortsbürgermeister ist Jens Wasmund.

### Wappen
Blasonierung: „In Rot ein silberner Gegenastpfahl, jederseits begleitet von einem gestürzten, mit der Schneide nach innen gewendeten silbernen Sensenblatt.“
Die Sensenblätter weisen auf die Sensenfertigung in der ehemaligen Gemeinde Eschershausen hin. Durch den markanten Lebensbaum wird das Leben in der Gemeinde versinnbildlicht.

## Sehenswürdigkeiten

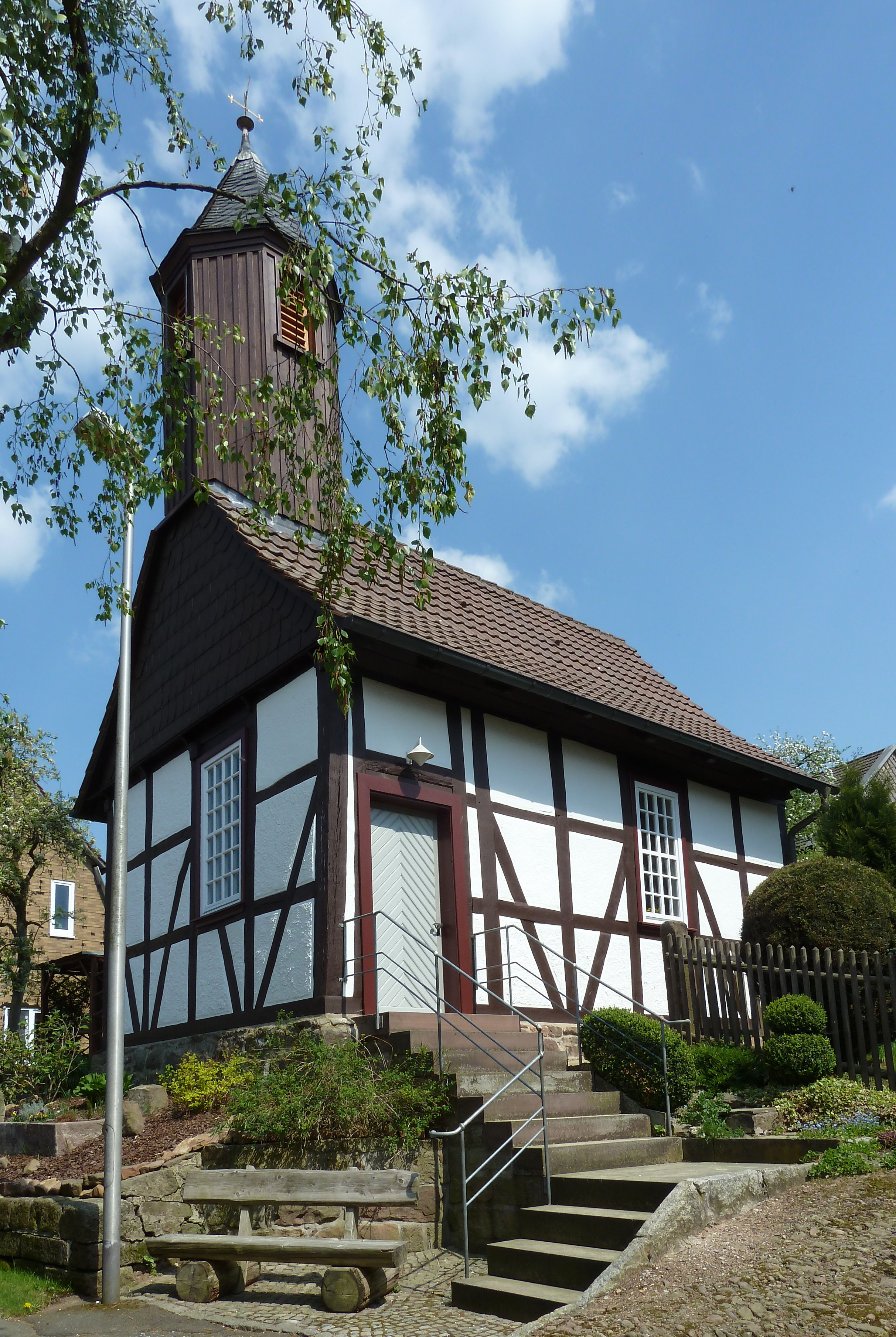
Dorfkapelle

Die Dorfkapelle, deren Gemeinde zum Kirchspiel Uslar im Kirchenkreis Leine-Solling gehört, wurde 1740 erbaut und 1999 renoviert. Sie besteht aus einem kleinen, rechteckigen Fachwerksaal unter Satteldach mit hohem, im Grundriss achteckigen Dachreiter.